# Josef Floren
Josef Floren (* 29. März 1941; † 11. November 2012) war ein deutscher Klassischer Archäologe.
Josef Floren studierte von 1961 bis 1972 Klassische Archäologie, Latein und Alte Geschichte an der Westfälischen Wilhelms-Universität in Münster und der Albert-Ludwigs-Universität Freiburg. Die Promotion bei Max Wegner in Klassischer Archäologie erfolgte 1972 mit einer Arbeit zum Thema Studien zur Typologie des Gorgoneion. 1972/73 war er als Inhaber des Reisestipendiums des Deutschen Archäologischen Instituts im Mittelmeerraum unterwegs. Seit der Rückkehr 1973 war er wissenschaftlicher Mitarbeiter am Institut für Klassische Archäologie und Frühchristliche Archäologie/Archäologisches Museum der Westfälischen Wilhelms-Universität Münster.
Floren forschte vorrangig zur antiken Skulptur. Gemeinsam mit Werner Fuchs bearbeitete er seit 1973 die Neubearbeitung des Teils Die griechische Plastik des auf drei Bände konzipierten Handbuchs der Archäologie – Die griechische Plastik und war dabei insbesondere für den 1987 erschienenen ersten Teilband zur geometrischen und archaischen Kunst verantwortlich. Teilband 2 zur klassischen Plastik war in Arbeit, der dritte zur hellenistischen Plastik in Vorbereitung.
Floren trat zudem als Kritiker undurchsichtiger Ausstellungspraktiken des Stendaler Winckelmann-Museums und dubioser Kunsthändler hervor.

## Schriften
- Studien zur Typologie des Gorgoneion (Orbis Antiquus. Band 29). Aschendorff, Münster 1977, ISBN 3-402-05407-8 (phil. Dissertation, Universität Münster, 1972).
- Die griechische Plastik. Band 1: Die geometrische und archaische Plastik (Handbuch der Archäologie). Beck, München 1987, ISBN 3-406-31718-9.

## Belege
1. ↑  WWU Münster trauert um Dr. Josef Floren: Archäologe war ein Kenner der griechischen Plastik, Pressemitteilung upm, 13. November 2012, abgerufen am 16. November 2012.
2. ↑  Matthias Schulz: Helden auf dem Prüfstand. In: Der Spiegel. 3/2008 (14. Januar 2008), abgerufen am 16. November 2012.

| Personendaten    | Personendaten                    |
| ---------------- | -------------------------------- |
| NAME             | Floren, Josef                    |
| KURZBESCHREIBUNG | deutscher Klassischer Archäologe |
| GEBURTSDATUM     | 29. März 1941                    |
| STERBEDATUM      | 11. November 2012                |